# Navegación por cursor de texto

Navegación por cursor de texto

La navegación por cursor de texto es aquella donde un cursor de texto es usado para navegar por un documento de texto. Es una característica fundamental de las aplicaciones que trabajan con texto, por ejemplo editores de texto (como Emacs y Vim), procesadores de texto, entre otros.
Este tipo de navegación está disponible por ejemplo por los navegadores web basados en Mozilla Application Suite (Firefox 3, y especialmente en la extensión de Firefox 3, Vimperator) y la versión 8 de Internet Explorer. donde está asignada la tecla F7 para cambiar entre el método de navegación por cursor de texto y el método tradicional. En el modo de navegación por cursor de texto, un cursor parpadeante aparece encima de la página web. El usuario puede navegar la página web usando las teclas de dirección.
La navegación es más fina que la navegación espacial. Esto implica ser más lento pero más preciso.